# Austriocyclops vindobonae
Austriocyclops vindobonae is een eenoogkreeftjessoort uit de familie van de Cyclopidae. De wetenschappelijke naam van de soort is voor het eerst geldig gepubliceerd in 1964 door Kiefer.